# Açougue

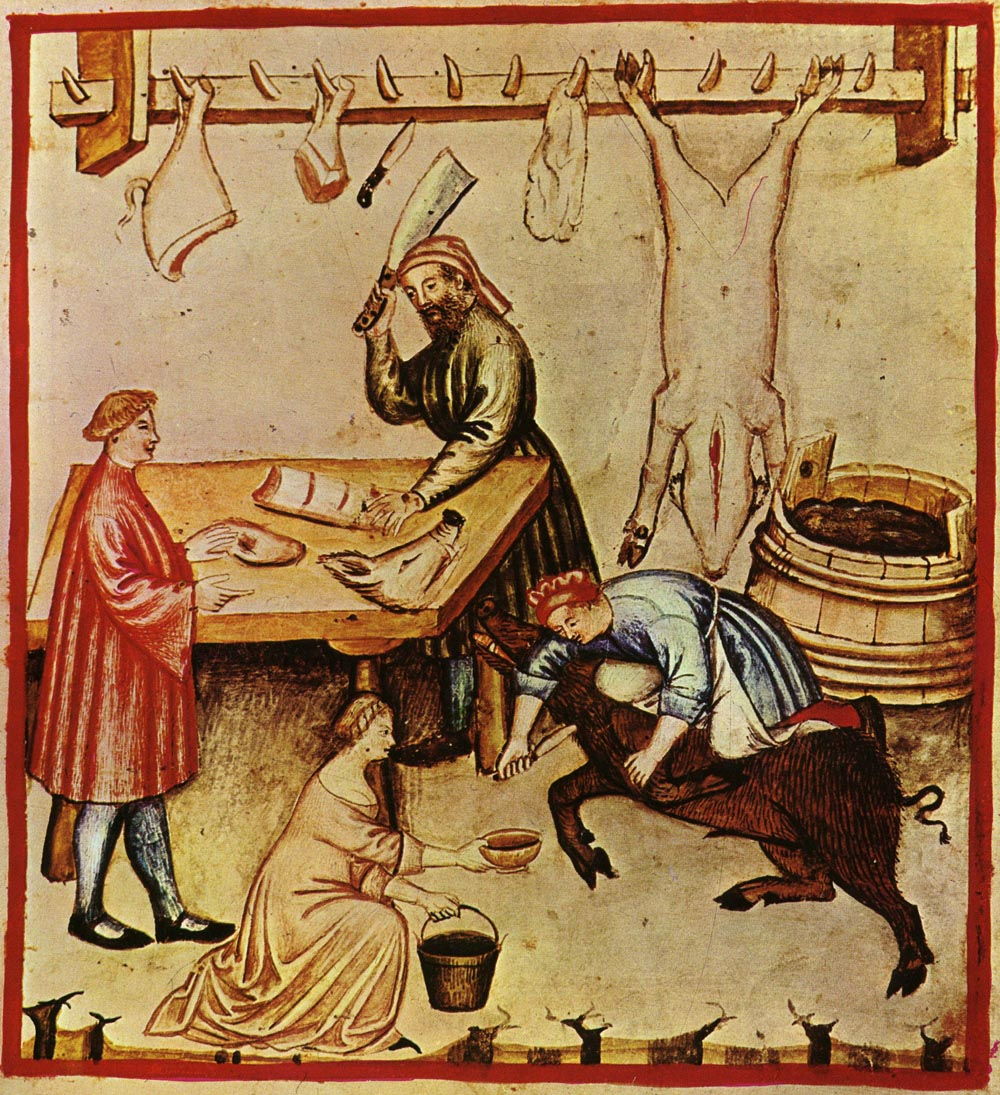
Açougue medieval

Açougue, talho(português europeu) ou, no Brasil, corte ou carniçaria, é um estabelecimento comercial que vende carne verde, isto é, fresca, não salgada.
O lugar onde se procede à matança dos animais, que posteriormente se enviam para os açougues, onde serão cortados, ou talhados, em partes comercializáveis, são os abatedouros (termo mais usado no Brasil) ou matadouros (em Portugal).

## Etimologia
"Açougue", segundo o Dicionário Etimológico da Língua Portuguesa de José Pedro Machado, vem do árabe  (as-suq), que quer dizer "mercado" ou "feira". O primeiro registo na língua portuguesa data de 1254, na forma azougue, evoluindo depois (1269) para aaçougue e, pouco tempo depois, para o atual "açougue". Quando os portugueses tornaram a contactar com os mouros no Norte de África, no século XV, tornaram a introduzir a palavra árabe suq no léxico da língua portuguesa, agora como soco (mercado de cidades árabes).